# نیکولسن (میسیسیپی)
نیکولسن (به انگلیسی: Nicholson) یک منطقهٔ مسکونی در ایالات متحده آمریکا است که در میسیسیپی واقع شده‌است. نیکولسن ۳٬۰۹۲ نفر جمعیت دارد و ۱۴٫۹۴ متر بالاتر از سطح دریا واقع شده‌است.